# Ибрахим Халил паша
Ибрахим Халил паша (на турски: İbrahim Halil Paşa) е османски офицер и чиновник.
От януари 1863 до май 1866 година е началник на арсенала, а от юни до август 1863 година е и главнокомандващ (сераскер), а в април 1865 – май 1866 г. е и капудан паша. От юни 1866 до май 1867 г. е и министър на търговията. От февруари 1869 до октомври 1871 г. и от ноември 1872 до май 1873 г. отново е началник на арсенала. От май до декември 1877 година е валия в Трабзон, а от декември 1877 до юли 1878 - в Солун.